# Montebello della Battaglia
Montebello della Battaglia – miejscowość i gmina we Włoszech, w regionie Lombardia, w prowincji Pawia.
Według danych na rok 2004 gminę zamieszkiwało 1647 osób, 109,8 os./km².